# 日本バレーボール協会
公益財団法人日本バレーボール協会（にほんバレーボールきょうかい、英: Japan Volleyball Association, 略称: JVA）は、日本国内におけるすべてのバレーボールに関する活動を統括する公益法人、国内競技連盟である。名誉総裁は憲仁親王妃久子。1927年に関東・関西両排球協会の創立者であった三橋成雄、多田徳雄らが中心となり、神戸市に設立された。

## 沿革
- 1927年 - 大日本排球協會を設立
- 1946年 - 日本排球協会を設立
- 1947年 - 日本バレーボール協会に改称
- 1951年 - 国際バレーボール連盟（FIVB）に加盟
- 1973年 - 財団法人に移行
- 2005年 - 日本バレーボールリーグ機構が有限責任中間法人として分離独立
- 2011年 - 公益財団法人に移行

## 歴代会長
- 平沼亮三（初代会長）（1928年 - 1942年）
- 佐々木道雄（1943年 - 1947年）
- 西川政一（1948年 - 1976年）
- 伊木正二（1978年 - 1989年）
- 松平康隆（1989年 - 1995年）
- 村井勉（1995年 - 2003年）
- 立木正夫（2003年[1] - 2011年）
- 中野泰三郎（2011年 - 2013年）
- 羽牟裕一郎（2013年 - 2015年）
- 木村憲治（2015年 - 2017年）
- 嶋岡健治（2017年 - 2022年）
- 川合俊一（2022年 - 現在）

## 大会と大会結果

### 6人制
- 天皇杯・皇后杯全日本バレーボール選手権大会
- 黒鷲旗全日本男女選抜バレーボール大会
- 全国6人制バレーボールリーグ総合男女優勝大会
- 全日本6人制バレーボールクラブカップ
- 全日本バレーボール大学男女選手権大会
- 全国ヤングバレーボールクラブ男女優勝大会
- 全日本バレーボール高等学校選手権大会
- 全国都道府県対抗中学バレーボール大会
- 全日本バレーボール小学生大会

### 9人制
- 全日本9人制バレーボール総合男子選手権大会
- 全日本9人制バレーボール総合女子選手権大会

### ビーチ
- 日本ビーチバレーボール連盟#主な大会を参照

### 国内大会
日本バレーボール協会（JVA）の主催 / 共催大会を記載する。

#### 一般
| 大会                                 | ウェブサイト |                      | 前回優勝                 | 回数         |  | 最新シーズン |
| リーグ戦                             |              |                      |                          |              |  |              |
| SVリーグ MEN                         | 公式         |                      | サントリーサンバーズ大阪 |              |  | 2024-25 詳細 |
| Vリーグ MEN                          | 公式         | フラーゴラッド鹿児島 |                          | 2024-25 詳細 |  |              |
| カップ戦                             |              |                      |                          |              |  |              |
| 天皇杯全日本バレーボール選手権大会   | 公式         |                      | サントリーサンバーズ大阪 |              |  | 2025 詳細    |
| 黒鷲旗全日本男女選抜バレーボール大会 | 公式         | 早稲田大学           |                          | 2025 詳細    |  |              |
| ビーチバレー                         |              |                      |                          |              |  |              |
|                                      | 公式         |                      |                          |              |  | 2025 詳細    |

| 大会                                 | ウェブサイト |                          | 前回優勝              | 回数         |  | 最新シーズン |
| リーグ戦（女子）                     |              |                          |                       |              |  |              |
| SVリーグ WOMEN                       | 公式         |                          | NECレッドロケッツ川崎 |              |  | 2024-25 詳細 |
| Vリーグ WOMEN                        | 公式         | 信州ブリリアントアリーズ |                       | 2024-25 詳細 |  |              |
| カップ戦（女子）                     |              |                          |                       |              |  |              |
| 皇后杯全日本バレーボール選手権大会   | 公式         |                          | ヴィクトリーナ姫路    |              |  | 2025 詳細    |
| 黒鷲旗全日本男女選抜バレーボール大会 | 公式         | 筑波大学                 |                       | 2025 詳細    |  |              |

#### 大学生年代
| 大会                                 | ウェブサイト |  | 前回優勝 | 回数 |  | 最新シーズン |
| カップ戦                             |              |  |          |      |  |              |
| 全日本バレーボール大学男女選手権大会 | 公式         |  | 専修大学 |      |  | 2025 詳細    |
| カップ戦（女子）                     |              |  |          |      |  |              |
| 全日本バレーボール大学男女選手権大会 | 公式         |  | 筑波大学 |      |  | 2025 詳細    |

#### 高校生年代
| 大会                                 | ウェブサイト |  | 前回優勝 | 回数 |  | 最新シーズン |
| カップ戦                             |              |  |          |      |  |              |
| 全日本バレーボール高等学校選手権大会 | 公式         |  | 駿台学園 |      |  | 2025 詳細    |
| カップ戦（女子）                     |              |  |          |      |  |              |
| 全日本バレーボール高等学校選手権大会 | 公式         |  | 就実     |      |  | 2025 詳細    |

#### 中学生年代
| 大会                                 | ウェブサイト |  | 前回優勝 | 回数      |  | 最新シーズン |
| カップ戦                             |              |  |          |           |  |              |
| 全日本中学校バレーボール選手権大会   | 公式         |  |          |           |  | 2025 詳細    |
| 全国都道府県対抗中学バレーボール大会 | 公式         |  |          | 2025 詳細 |  |              |
| カップ戦（女子）                     |              |  |          |           |  |              |
| 全日本中学校バレーボール選手権大会   | 公式         |  |          |           |  | 2025 詳細    |
| 全国都道府県対抗中学バレーボール大会 | 公式         |  |          | 2025 詳細 |  |              |

#### 小学生年代
| 大会                         | ウェブサイト |  | 前回優勝 | 回数 |  | 最新シーズン |
| カップ戦                     |              |  |          |      |  |              |
| 全日本バレーボール小学生大会 | 公式         |  |          |      |  | 2025 詳細    |
| カップ戦（女子）             |              |  |          |      |  |              |
| 全日本バレーボール小学生大会 | 公式         |  |          |      |  | 2025 詳細    |

## 加盟団体
全国連盟
- 日本ビーチバレーボール連盟
- 全日本大学バレーボール連盟
- 一般社団法人全国ママさんバレーボール連盟
- 日本小学生バレーボール連盟
- 公益財団法人日本中学校体育連盟バレーボール競技部
- 日本クラブバレーボール連盟
- 日本実業団バレーボール連盟
- 財団法人全国高等学校体育連盟バレーボール専門部
- 日本ソフトバレーボール連盟
- 日本ヤングクラブバレーボール連盟

都道府県協会
外部団体
- 全国専門学校バレーボール連盟

## Project CORE
Project COREは、日本バレーボール協会によって立ち上げられた、バレーボールの活性化を担うプロジェクトの名称である。

### 概要
日本バレーにふさわしい「指導方法策定」、バレーボール教室の拡充「普及事業」、長身選手などのリクルーティング「有望選手発掘」、まずは2020年東京オリンピックを目指す「選手強化」の4つの柱から成り立つ。

### 4つの柱
下記の頭文字を取って『CORE』と名付けられた。
- Coaching[指導方法策定] 　　(＋Creativity[創造性]、Cooperation[協力])
- Opportunity[体験機会=普及事業]  (＋Overcome[克服する、打ち勝つ])
- Recruit[有望選手発掘]   (＋Responsibility[責任]、Reliability[信頼性])
- Enhancement[選手強化]   (＋Enjoy[楽しむ]、Encourage[勇気づける]、Exciting[わくわくする])

### コンセプト
「2020年、そしてその先の未来に向けて、バレーボールを活性化し、国民の皆様へ勇気と感動をお届けすることを目指す」

### Team CORE
2020年東京オリンピックに向けて、強化選手として男子10名、女子8名の選手が選出された。

### アンバサダー
- 朝日健太郎（元バレーボール全日本男子代表選手）
- 竹下佳江（元バレーボール全日本女子代表選手）

## スポンサー
公式サイトトップページより（2023年6月現在）
- トップパートナー
  - カプコン
- オフィシャルスポンサー
  - 久光製薬
  - 全日本空輸
  - 中央日本土地建物グループ
  - マイナビ
  - 丸大食品
  - ジェイテクト
  - ジャパネットホールディングス
- オフィシャルサプライヤー
  - アシックス
  - ミズノ
  - ウインスポーツ
- オフィシャルゲームボール
  - ミカサ
  - モルテン
- オフィシャルドリームサプライヤー
  - 手塚プロダクション

## 不祥事
- 2022年 - ビーチバレー事業本部が国際大会のキャンセル申請の際、診断書の偽造と事実の隠蔽を行い、当時の会長の嶋岡健治に加え3名の理事が辞任[4]。
- 2022年 - 傘下の大阪府バレーボール協会の会計担当理事が2579万円を着服。会長就任直後の川合俊一が会見に出席し謝罪した[5]。
- 2025年 - 海外出身選手が日本代表入りを目指し国籍を変更する手続きの際、国際バレーボール連盟による「他国の代表経験がある選手の所属国協会の変更を認めない」とする規定変更を把握せずに猶予期間の申請を怠り、代表資格が認められなかった[6][7]。また、協会幹部が国籍変更手続きの際に法務省に提出する上申書の偽造を試みたとする報道もされた[8]。

## その他
近年は、全国中学生「長身選手発掘育成合宿」（日本中体連バレーボール競技部）にも協力している。
2015年度の決算まで5期連続の赤字の見込みとなった。2016年に従来の倫理委員会に代わりコンプライアンス委員会を設置した。
2024年、漫画『ハイキュー!!』に登場する黒尾鉄朗が日本バレーボール協会の競技普及事業部で働いているという設定から、競技普及事業部と兼務で広報部特命主任に任命された。